# Gypsochares murphy
Gypsochares murphy is een vlinder in de familie van de vedermotten (Pterophoridae). De wetenschappelijke naam van de soort is voor het eerst geldig gepubliceerd in 2014 door Vasily N. Kovtunovich & Petr Ya. Ustjuzhanin.

## Type
- holotype: "male. 07.01.2009. leg. Kovtunovich V. & Ustjuzhanin P. BMNH 22712"
- instituut: BMNH, Londen, Engeland
- typelocatie: "Malawi, Rumphi District, Nyika Nat. Park, 20 km N Thazima Gate, forest, S 10°43' E 33°39', 1930 m"